# Leonard Yeo (homme politique anglais)
Leonard Yeo est un homme politique anglais, né vers 1512 à Tavistock (Devon) et mort le 30 mai 1586 à Exeter. Il est originaire de Londres et de Totnes, au Devon.

## Biographie
Bien qu'issu d'une famille noble longtemps installée dans le Nord du Devon, Yoe naît à Tavistock, dans le Sud-Ouest du comté. Il effectue un apprentissage auprès du négociant en tissu John Broke à Londres. Admis à la Compagnie des négociants en tissu (Mercers' Company) en 1533, il épouse la veuve de son maître. En tant qu'exécutrice testamentaire, celle-ci lui confie la gestion des biens de Broke et la garde des beaux-enfants de ce dernier.
En 1542, Yoe acquiert des terres à Halstock.
Yoe s'installe à Exeter à la fin de sa vie. À sa mort, son patrimoine est évalué à 1 090 £.

## Carrière politique
Yeo est maire de Totnes en 1558–89, puis en 1570–71.
Il est élu au Parlement d'Angleterre comme député de la circonscription de Totnes en 1555, 1558 et 1559.